# Горицы (городской округ Клин)
Го́рицы — деревня в Клинском районе Московской области России.
Относится к сельскому поселению Петровское, до муниципальной реформы 2006 года относилась к Нудольскому сельскому округу. Население — 0 чел. (2010).

## Население
| 1852 | 1859 | 1890 | 1926 | 2002 | 2006 | 2010 |
| ---- | ---- | ---- | ---- | ---- | ---- | ---- |
| 90   | ↘81  | ↗106 | ↘96  | ↘0   | →0   | →0   |

## География
Расположена в южной части района, примерно в 27 км к юго-западу от города Клина, вблизи автодороги, соединяющей Р107 (Клин — Лотошино) и Московское большое кольцо А108. Ближайшие населённые пункты — деревни Ногово, Волосово и Кондратово. Рядом протекает река Локнаш (бассейн Иваньковского водохранилища).

## Исторические сведения
В «Списке населённых мест» 1862 года Горица — владельческая деревня 1-го стана Клинского уезда Московской губернии по левую сторону Волоколамского тракта, в 31 версте от уездного города, при колодце, с 13 дворами и 81 жителем (35 мужчин, 46 женщин).
По данным на 1890 год входила в состав Петровской волости Клинского уезда, число душ составляло 106 человек.
В 1913 году — 21 двор.
По материалам Всесоюзной переписи населения 1926 года — деревня Ноговского сельсовета Петровской волости, проживало 96 жителей (38 мужчин, 58 женщин), насчитывалось 20 крестьянских хозяйств.
С 1929 года — населённый пункт в составе Клинского района Московской области.